# Mission Hill (Boston)
Mission Hill ist ein 0,75 mi² (2 km²) großer Stadtteil (Neighborhood) von Boston im Bundesstaat Massachusetts der Vereinigten Staaten mit etwa 18.000 Einwohnern.
Der Stadtteil wird grob durch die Columbus Avenue und Roxbury im Osten, durch die Longwood Avenue im Nordosten und durch den von Frederick Law Olmsted entworfenen Riverway bzw. Jamaicaway sowie die Stadt Brookline im Westen begrenzt. Der historische Distrikt befindet sich zwischen den Straßen Smith, Worthington, Tremont und der Huntington Avenue. Mission Hill liegt direkt nördlich von Jamaica Plain und ist über die MBTA-Green Line E sowie die Orange Line an das Netz des ÖPNV angebunden, fußläufig ist das Museum of Fine Arts zu erreichen. Der Stadtteil überlappt zur Hälfte mit der Longwood Medical and Academic Area mit den meisten Arbeitnehmern außerhalb des Zentrums von Boston. Aufgrund dieser Nachbarschaften kämpft Mission Hill häufig mit institutionellem Wachstum, durch das Wohnflächen reduziert und Gewerbeflächen belegt werden. In den zurückliegenden Jahren siedelten sich jedoch einige neue Einzelhändler und Restaurants an und wurden von neuer Wohnflächenentwicklung begleitet, was dem Stadtteil ein stärkeres politisches Gewicht und eine bessere Identität verschaffte.
In Mission Hill gibt es viele architektonische Sehenswürdigkeiten, insbesondere die Kombination von freistehenden Häusern, die teilweise vor Hunderten von Jahren von reichen Landbesitzern gebaut wurden, traditionellen Ziegelreihenhäusern sowie vielen Dreideckern, die als dreigeschössige Wohnhäuser viele Straßenzüge in Neuengland prägen. Viele Gebäude in Mission Hill sind als Wohnanlagen konzipiert, es gibt aber auch einige Zwei- und Einfamilienhäuser.
Im März 2008 wurde der Stadtteil vom Boston Globe in die Top 25 der besten ZIP-Codes in Massachusetts gewählt, weil der Wert von Einfamilienhäusern gestiegen sei, es viele Restaurants und Einkaufsmöglichkeiten gebe, viele Nationalitäten unter den Einwohnern vertreten seien und 65 % der Einwohner ihren Weg zur Arbeit zu Fuß, mit dem Fahrrad oder dem ÖPNV zurücklegten.

## Geografie

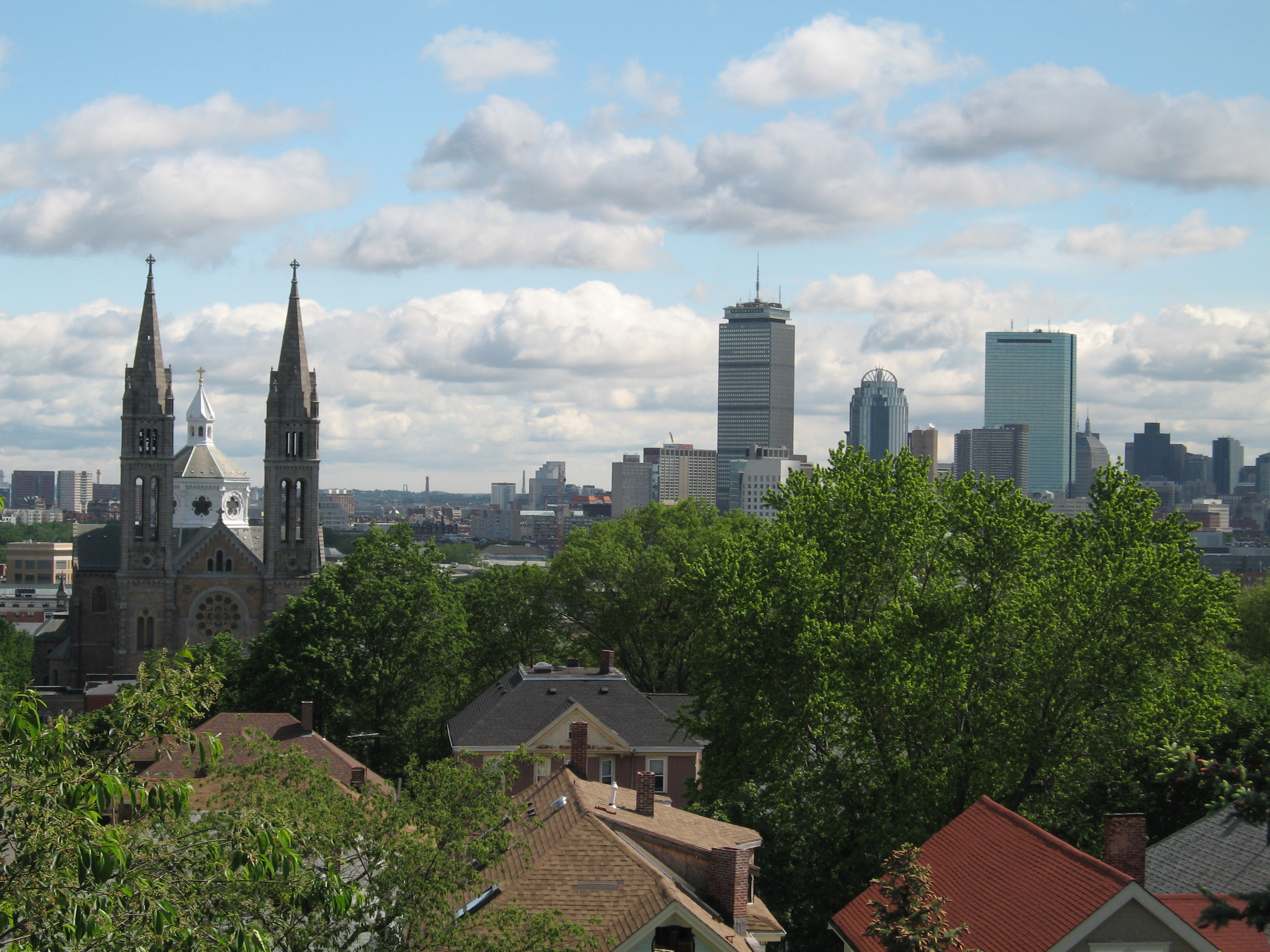
Ansicht der Mission Church und Bostoner Skyline von der Spitze des Mission Hill

### Ausdehnung des Stadtgebiets
Die beiden wichtigsten Geschäftsstraßen in Mission Hill mit Restaurants und kleineren Geschäften sind die Tremont Street von Nord nach Süd und die Huntington Avenue von Ost nach West. Mission Hill befindet sich am äußersten westlichen Ende der Tremont Street, während Beacon Hill an ihrem äußersten östlichen Ende liegt. Mission Hill verfügt über mehrere Postleitzahlbereiche: 02120 umfasst den Süden und 02115 den Norden, während 02130 einen kleinen Bereich im Südosten und 02215 zwei Straßen im äußersten Westen betrifft.
Innerhalb von Mission Hill gibt es die Bezirke Parker Hill, Roxbury Crossing, Triangle District, Back of The Hill und Calumet Square.
Das Geschäftszentrum von Mission Hill ist der Brigham Circle mit eigener MBTA-Station an der Ecke Tremont/Huntington. Weitere kleinere Zentren befinden sich bei Roxbury Crossing und an der Ecke Huntington/South Huntington.
Einen Häuserblock vom Brigham Circle hügelaufwärts befindet sich mit dem Kevin W. Fitzgerald Park (früher Puddingstone Park) der neueste Park in Boston.
An der Tremont Street befindet sich die eponyme Mission Church, die dem Stadtteil ihren Namen gab und 1878 von den Architekten Schickel & Ditmars errichtet wurde. 1910 folgten die Türme durch Franz Joseph Untersee. Die Kirche dominiert die Skyline der Umgebung und war am 29. August 2009 Schauplatz der Beerdigung von Ted Kennedy.
Ebenfalls in der Nähe ist die restaurierte Parker Hill Library zu finden, die zur Boston Public Library gehört und 1929 durch den Architekten Ralph Adams Cram entworfen wurde. Der Baugrund für die Bibliothek und den benachbarten Mission Hill Playground wurde von der Stadt mittels Enteignung erworben.
An der Spitze des Hügels befinden sich das New England Baptist Hospital und der Parker Hill Playground, der sich vom Krankenhaus entlang der Parker Hill Avenue erstreckt. Der Spielplatz, dessen Errichtung 1915 vom damaligen Bürgermeister von Boston James Michael Curley vorgeschlagen wurde, ist einer der höchsten Punkte der Stadt und bietet einen Panoramablick auf den Financial District, den Boston Harbor und die Blue Hills.
Wurde Mission Hill noch vor einer Generation als Teil von Roxbury betrachtet, gewinnt es mehr und mehr ein eigenständiges Profil als separater Stadtteil. Allerdings sind die Grenzen der Stadtteile in Boston von Natur aus verschwommen, so dass die Antwort auf die Frage, ob Mission Hill nun eigenständig und zu Roxbury benachbart ist oder ein Teil davon bleibt, noch häufig Gegenstand von Debatten ist.

## Geschichte

### 19. Jahrhundert
Wie auch der benachbarte Stadtteil Jamaica Plain war Mission Hill einst ein Stadtteil von Roxbury, bis dieses von Boston annektiert wurde. Karten aus dieser Zeit zufolge wurde Mission Hill damals auch häufig als Parker Hill bezeichnet und damit nach dem örtlichen, gleichnamigen geografischen Punkt benannt. Nach der Annektierung setzte sich immer schneller die Meinung durch, dass Mission Hill ein eigener Stadtteil sein sollte. Der Großteil der Verwaltungseinheiten, Unternehmen und Institutionen führen daher heute Mission Hill als eigenen Stadtteil auf.
Bis zur Amerikanischen Revolution unterstützte Mission Hill die Errichtung von großen Landhäusern reicher Bostoner Familien. Ein Großteil der Fläche wurde für Obstgärten genutzt, welche im 18. Jahrhundert die Familie Parker besaß. Peter Parker heiratete Sarah Ruggles, deren Familie große Landflächen besaß, darunter den größten Teil des später als Parker Hill und heute als Mission Hill bekannten Gebiets. Peter Parker starb, als ein Fass seines eigenen Cidre auf ihn fiel. Die Obstgärten wurden auch nach seinem Tod noch für einige Zeit weiter betrieben, jedoch nach und nach verkauft und zu Baugrundstücken entwickelt. Viele der Apfelbäume entlang der Fisher Avenue und einem Bereich des Spielplatzes sind wahrscheinlich Nachkommen der Bäume, die auf dem Grundstück der Parker-Familie standen.
Im unteren Teil des östlichen Hügels befand sich lange Zeit ein Steinbruch, um das lokale Konglomeratgestein abzubauen. Die Händler Franklin G. Dexter, Warren Fisher und Fredrick Ames besaßen große Teile davon.
Karten der Umgebung lassen den Schluss zu, dass die Entwicklung von Mission Hill noch vor der Entwicklung des Fenway und der Longwood Medical and Academic Area begann. Die Huntington Avenue, die heute eine der wichtigsten Verbindungen zum restlichen Boston darstellt, endete einst an der Parker Street in der Nähe des heutigen Standorts des Museum of Fine Arts. Bis zu dieser Zeit war Mission Hill über die Parker Street angebunden, was einen enormen Umweg über die Boylston Street bis nach Back Bay bedeutete. Ein Teil der ehemaligen Parker Street ist jetzt die Hemenway Street. Die Kreuzung von Parker Street und Huntington Avenue wurde im Hinblick auf den steigenden Straßenverkehr angepasst und umgestaltet, so dass die Fahrzeuge zunächst auf den Forsyth Way ausweichen müssen, um dann wieder auf die ursprüngliche Strecke zurückzukommen. Auch weitere Verbindungsstraßen wurden so umgebaut, dass sowohl der Fußgänger- als auch der Fahrzeugzugang begrenzt wurde.
Nach den 1880er Jahren und der Umbettung des Muddy River durch Frederick Law Olmsted wurde die Huntington Avenue von der Parker Street bis zum Brigham Circle verlängert, wodurch der Triangle District entstand.

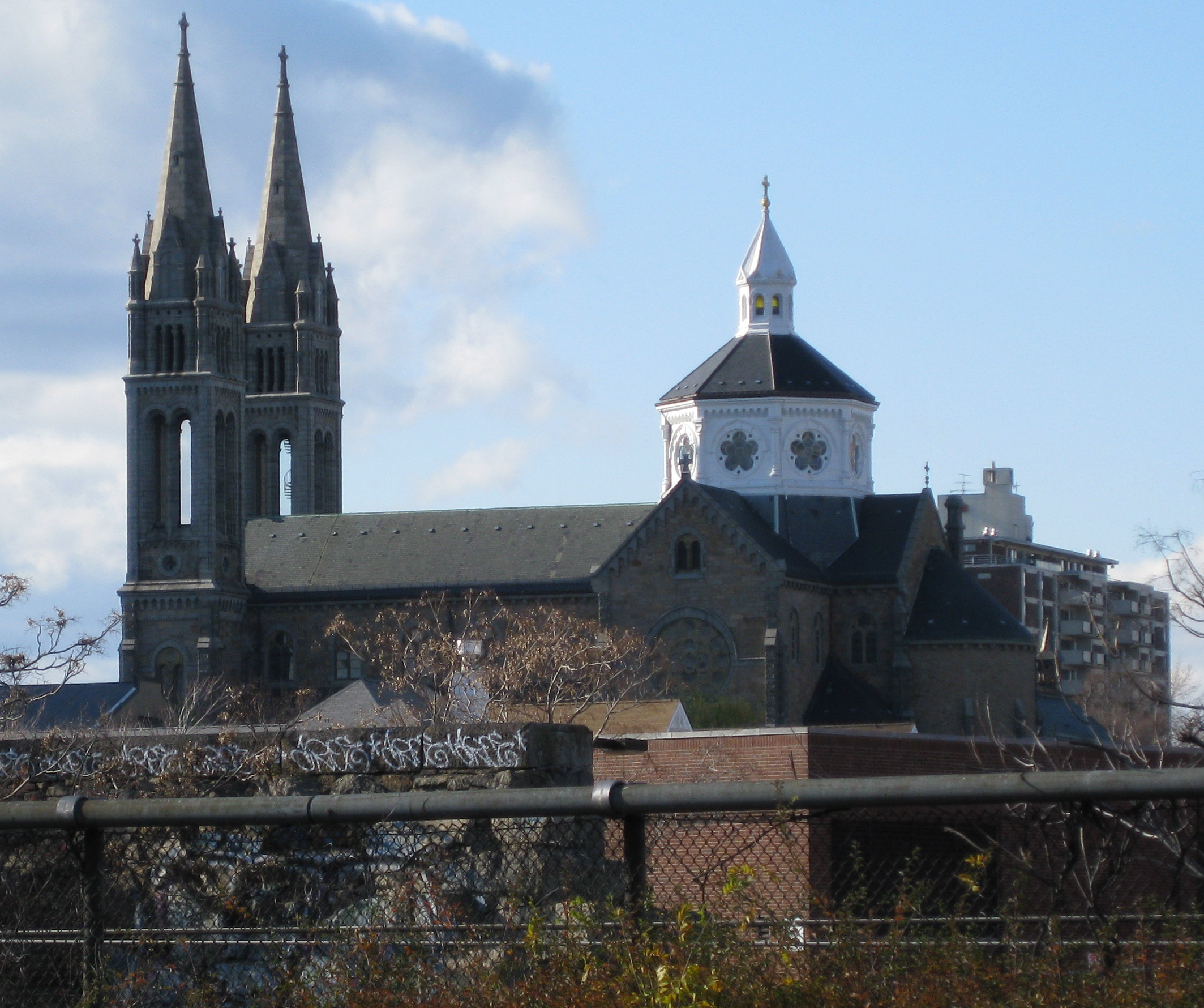
Die Mission Church

Die eigentliche Entwicklung begann in der Mitte des 19. Jahrhunderts. Im Jahr 1870 errichteten Redemptoristen eine hölzerne Missionskirche, die 1876 durch eine eindrucksvolle Steinkonstruktion ersetzt wurde. 1910 wurden zwei Türme an das Gebäude angesetzt, die heute die Skyline des Stadtteils bestimmen. 1954 wurde die Kirche von Papst Pius XII. zur Basilika erhoben und ist damit eine von 43 in den gesamten Vereinigten Staaten. Offiziell ist ihre Bezeichnung Basilika Unserer Lieben Frau von der immerwährenden Hilfe, jedoch wird sie umgangssprachlich – auch von Mitgliedern der eigenen Kirchengemeinde – oft als Mission Church bezeichnet.
Zur Basilika gehörten früher auch einige Nebengebäude, insbesondere die von der Gemeinde verwalteten Sister's Convent and Grammar School und St. Alphonsus Hall. Die High School wurde 1992 von der Kirche geschlossen, aber eine kirchliche Elementary School ist noch in Betrieb. Die Halle diente als Treffpunkt der 1900 gegründeten St. Alphonsus Association und bot mit seinem Theater mit 1000 Sitzplätzen eine Bühne für das Gemeinwesen, die Politik und Theateraufführungen. Der Verkauf dieser Gebäude erlaubte eine umfangreiche Restaurierung der Kirche.
Ein weiteres Beispiel für die hochreligiöse Architektur in Mission Hill ist die griechisch-orthodoxe Kathedrale Mariä Verkündigung an der Adresse 514 Parker Street am östlichen Ende des Stadtteils. Sie wird oft als die „Mutter aller Kirchen“ der griechisch-orthodoxen Kirche in Neuengland bezeichnet und ist der Sitz des Bistums Boston sowie des Bischofs. Sie wurde von 1892 bis 1927 errichtet und ist damit eine der ältesten griechischen Kirchen in den Vereinigten Staaten. Als Sehenswürdigkeit in Boston wurde sie in das National Register of Historic Places aufgenommen. 1927 wurde ein griechischer Künstler damit beauftragt, die Kathedrale mit byzantinischen Ikonografien zu dekorieren. Die strahlenden bunten Glasfenster der Kirche und die großen Kristall-Kronleuchter tragen ebenfalls zum majestätischen Eindruck der Inneneinrichtung der Kathedrale bei.
In der Gegend um den Mission Hill spielt der lokal vorkommende Puddingstone, ein Gesteinskonglomerat, eine historische Rolle. Der große Steinbruch, der sich zwischen den Straßen Tremont und Allegany befand, produzierte die Steinfundamente der meisten Häuser des Stadtteils, die im 19. Jahrhundert errichtet wurden. Dieses Material aus örtlichen Vorkommen erlaubte es, auch der Arbeiterklasse schnell Häuser zu günstigen Konditionen zur Verfügung zu stellen. Einige Gebäude bestehen sogar vollständig aus diesem Material, darunter 682-688 Parker Street, 2-5 Sewall Street und 1472-74 Tremont Street.
Die meisten der Häuser im Stadtteil besitzen ein Steinfundament und wurden dann aus Holz weiter gebaut, im Triangle Historic District jedoch bestehen sie entlang der Huntington Avenue aus Steinen und Ziegeln. Diese 71 Gebäude zwischen der Huntington Avenue, Tremont Street und Worthington Street stehen beispielhaft für die Entwicklung des Stadtteils von den 1870er bis in die 1910er Jahre. Die Bauphase begann 1871, von 1884 bis 1885 wurde das Apartmenthotel The Helvetia an der 706-708 Huntington Avenue gebaut. 1912 folgte das Apartmentgebäude The Esther an der Adresse 683 Huntington/142-148 Smith Street. Beide Gebäude besitzen Geschäfte im Erdgeschoss und Apartments darüber. Darüber hinaus gibt es an der Dell Avenue viele gleichartige Reihenhäuser.
Um 1894 befand sich eine elektrisch betriebene Straßenbahn auf der Huntington Avenue in Betrieb. Immobilienentwickler begannen damit, Straßenzüge durch das Ackerland zu schneiden und Häuser für Pendler an der Parker Hill Avenue, Hillside Street und Alleghany Street zu errichten. Ein gutes Beispiel für diese Epoche ist das Timothy Hoxie House an der 135 Hillside Street: Die freistehende Villa im Italianate-Stil wurde 1854 gegenüber ihrem heutigen Standort von der Familie Hoxie errichtet, die aus Beacon Hill nach Mission Hill gezogen war. Heute sind Häuser dieser Größe selten – mit steigender Nachfrage nach Wohnraum wurden zunehmend Mehrfamilienhäuser auf kleineren Grundstücken errichtet. Nach dem Tod von Timothy Hoxie kaufte John Cantwell, der selbst in einem neugotischen Landhaus an der 139 Hillside Street lebte, die Villa und versetzte das Gebäude an seine heutige Position, so dass die obere Sachem Street weitergebaut werden konnte. Cantwell baute auch dreigeschossige Wohnhäuser („Dreidecker“) auf angrenzenden Grundstücken an den Straßen Darling und Sachem. 1890 unterteilte er das Grundstück der Villa und errichtete auf Teilbereichen weitere Dreidecker an den Adressen 17 und 19 Sachem Street.
In den 1890er Jahren nahm der Stadtteil bereits städtische Formen an und der Hügel war mit Dreideckern übersät. Die Straßen Calumet, Iroquois und weitere mit indianischen Namen entwickelten sich innerhalb von 10 Jahren in einen dicht besiedelten Stadtteil von Dreideckern im Queen Anne Style. Dieser Architekturstil ist vorherrschend in Mission Hill, da der Bauboom mit der Popularität dieser Stilrichtung in die gleiche Zeitepoche fällt. Die Restaurierung der Häuser entlang der Parker Street erzeugt polychrome Häuserreihen.
Vor dem Jahr 1900 war das im neugotischen Stil erbaute New England Baptist Hospital (damals Robert Breck Brigham Hospital) an der 125 Parker Hill Avenue eines unter nur wenigen Einrichtungen dieser Art im Stadtteil. Doch schon bald folgten weitere, die aus dem Stadtzentrum nach Mission Hill bzw. Longwood zogen, wo sie mehr Platz zu günstigeren Konditionen bekamen. Die Fertigstellung des Emerald Necklace war ein weiterer Anreiz für die Ansiedlung, und so zog 1906 die Harvard Medical School gleich in fünf Gebäude an der Longwood Avenue. 1911 begannen die Arbeiten am Wentworth Institute an der 360 Ruggles Street, 1912 eröffnete das heutige Brigham & Women's Hospital am Brigham Circle und 1914 folgte das Children's Hospital.

### Industrielle Entwicklung

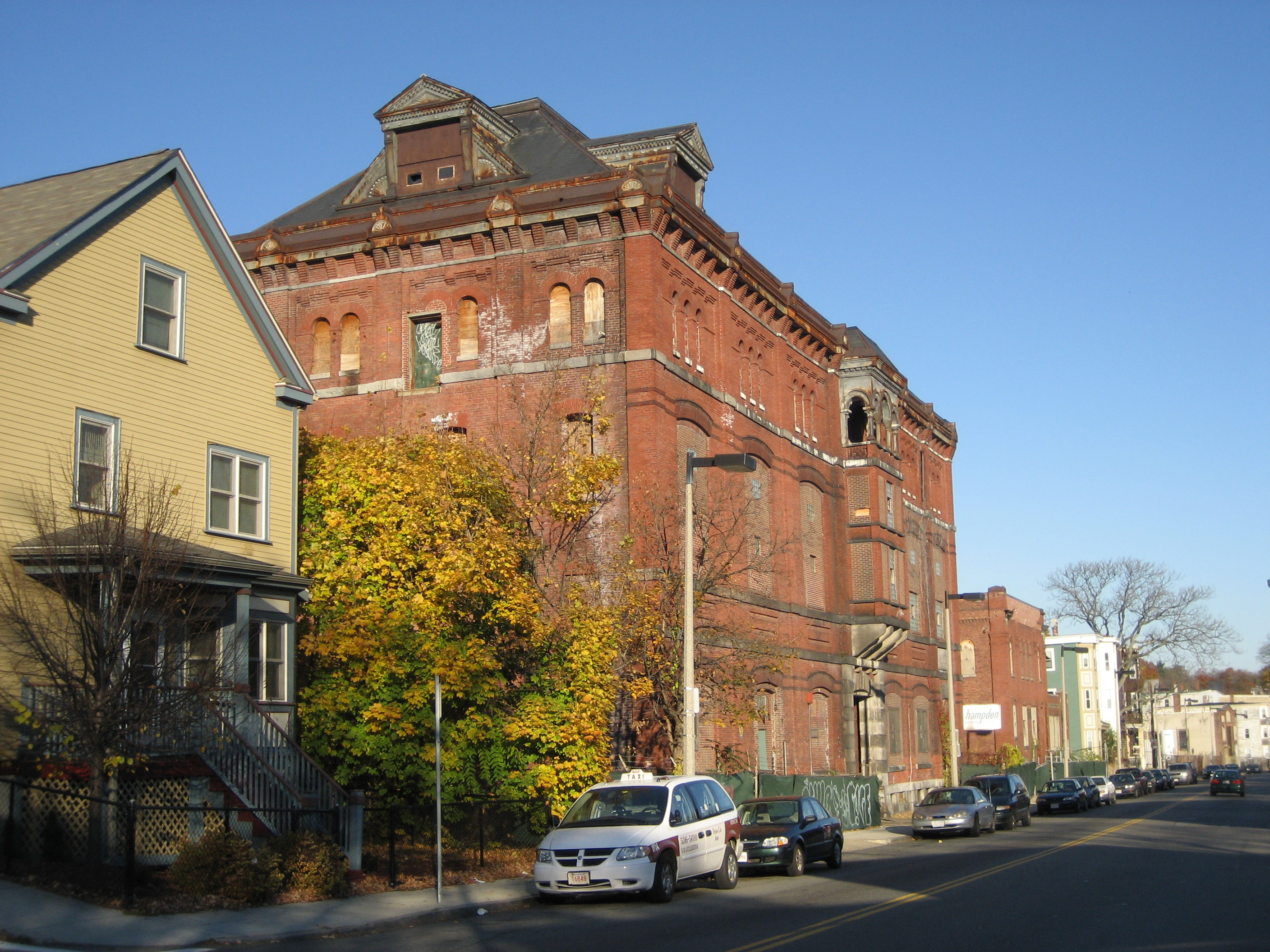
Das frühere Gebäude der Alley Brewing Company an der 117 Heath Street

Erste Industriebetriebe siedelten sich in der Gegend um den Mission Hill bereits im 17. Jahrhundert an. Die erste Brauerei wurde am Fuß des Parker Hill in den 1820er Jahren errichtet, und bereits in den 1870er Jahren war die Bierproduktion der Hauptindustriezweig im Stadtteil. Die meisten der Brauereien waren entlang des Stony Brook angesiedelt, der heute entlang des Southwest Corridor als Durchlass fließt. Nach drei Perioden der Prohibition (1852–1868, 1869–1875 und 1918–1933) und aufgrund des Wandels von der lokalen Herstellung zur landes- und weltweiten Massenproduktion ging die Zahl der Brauereien merklich zurück, und viele der noch stehenden Gebäude wurden zu Loftwohnungen umgebaut.

### 20. Jahrhundert bis heute
Vom späten 19. Jahrhundert bis in die 1970er Jahre hinein lebten in Mission Hill viele Familien von ehemaligen Immigranten, die vorwiegend aus Irland, aber auch aus Deutschland und Italien stammten. Nach den 1950er Jahren führten die kombinierten Effekte der Stadterneuerung, der White flight sowie des institutionellen Wachstums zu einem großen Bevölkerungsschwund im Stadtteil. In den frühen 1960er Jahren riss die Boston Redevelopment Authority mehrere Häuser im Triangle District ab, um Platz für das Whitney Redevelopment Project zu schaffen, in dessen Rahmen drei Hochhäuser an der St. Alphonsus Street errichtet wurden. Dieses Projekt war eines der ersten der Bostoner Erneuerungsprojekte, das nicht mit staatlicher Unterstützung gefördert wurde. Auf der anderen Straßenseite befindet sich Mission Main, eine der ältesten Einrichtungen mit Sozialwohnungen in den Vereinigten Staaten. Die ursprünglich 38 jeweils dreistöckigen, zwischen 1938 und 1940 errichteten Ziegelbauten wurden Mitte der 1990er Jahre abgerissen und durch 535 neue Apartments ersetzt, die sowohl subventioniert als auch zu Marktpreisen angeboten werden.
In den späten 1960er Jahren erwarb die Harvard University die Häuser an den Straßen Francis, Fenwood, St. Alban's und Kempton sowie an einem Teilstück der Huntington Avenue und kündigte Pläne an, diese abzureißen. Die meisten der alten Häuser wurden 1978 durch den heutigen Mission Park Wohnkomplex ersetzt, nachdem Anwohner die Grundstückseigentümer dazu bringen konnten, die Universität für einen Neubau zu überzeugen. Einer der Türme befindet sich auf dem Gelände des House of the Good Shepard, das einmal ein großes und bekanntes Waisenhaus war. Die Eingangstore zu dem Komplex und die Ziegelmauer entlang der Huntington Avenue sind aus dieser Zeit erhalten geblieben.
Die US-amerikanische Bundesregierung kündigte ebenfalls in den 1960er Jahren an, die Interstate 95 bis in das Zentrum von Boston zu verlängern und begann damit, im Distrikt Roxbury Crossing entlang der Boston and Providence Rail Road Grundstücke zu kaufen und Häuser abzureißen. Obwohl die Verlängerung der Interstate vom Gouverneur im Jahr 1971 aufgrund von Protesten aufgeschoben wurde, war Roxbury Crossing nahezu dem Erdboden gleichgemacht. Zehn Jahre später wurde der Southwest Corridor als Parksystem mit Rad- und Fußwegen in das Zentrum von Boston gebaut. Im November 2007 übertrug die MBTA den Mission Hill Housing Services das Recht, ein neues zehnstöckiges Gebäude mit gemischter Nutzung zu entwickeln, das sich heute gegenüber der MBTA-Station Roxbury Crossing befindet und als „Parcel 25“ bekannt ist.
In den frühen 1970er Jahren galt Mission Hill als gefährlich, und die meisten Weißen und reiche Schwarze waren weggezogen. Der Vorfall aus dem Jahr 1989, in den Charles Stuart verwickelt war, unterstützte diesen Eindruck noch weiter. Durch die niedrigen Grundstückspreise wurden viele Häuser und Wohnung durch Slumlords erworben und in Mietshäuser umgewandelt. Die niedrigen Mieten zogen viele Studenten der umliegenden Colleges und Universitäten an, insbesondere des Massachusetts College of Art and Design, der Northeastern University, des Wentworth Institute of Technology und der School of the Museum of Fine Arts, die in Mission Hill ein eigenes Studio unterhält.
Mit nachlassender Angst begann sich die Gegend in der Mitte der 1990er Jahre zu verändern, als neue Eigentümer in frisch renovierte Häuser und Wohnungen zogen, um die großartige Aussicht auf die Stadt sowie die Nähe zur Longwood Medical Area, zur MBTA und zum Bostoner Zentrum zu genießen.
Heute befindet sich der Stadtteil in einer Phase lebhafter Gentrifizierung und Diversifizierung, wodurch ein bunter Mix aus neuen Luxus-Eigentumswohnungen und Loftwohnungen, zu Eigentumswohnungen umgebauten Dreideckern, Studentenmietwohnungen, neu gebauten Sozialwohnungen und Langzeitanwohnern entstanden ist. In Mission Hill leben heute viele Menschen unterschiedlicher Herkunft mit nur wenigen diesbezüglichen Konflikten.

## Wirtschaft und Infrastruktur

### Verkehr
Im Rahmen des ÖPNV wird Mission Hill von verschiedenen Bus- und Bahnlinien bedient. Die Green Line E hält an den Stationen Longwood Medical Area, Brigham Circle, Fenwood Road, Mission Park, Riverway und Back of the Hill, die Orange Line bei Roxbury Crossing.
Die Buslinie 39 fährt von Forest Hills in Jamaica Plain bis zum Copley Square, die Buslinie 66 vom Dudley Square in Roxbury über Brookline bis zum Harvard Square in Cambridge. Im äußersten Osten des Stadtteils führt das Urban Ring Project entlang der Longwood Avenue und Huntington Avenue durch Mission Hill.

### Medien
Die wichtigste Zeitung des Stadtteils ist die Mission Hill Gazette.

## Persönlichkeiten
- Will Blalock – Professioneller Spieler der NBA bei den Detroit Pistons
- Arthur Curley – Direktor der Boston Public Library in den Jahren 1985–1996
- John Curran – Bassist bei A Global Threat
- Therese Murray – Erste Präsidentin des Senats am General Court of the Commonwealth of Massachusetts[8]
- Aafia Siddiqui – Neurowissenschaftlerin (mutmaßliches Mitglied von Al-Qaida)
- Donna Summer – R&B-Sängerin
- Maurice Tobin – Bürgermeister von Boston, Gouverneur von Massachusetts und United States Secretary of Labor